# 周舉
周舉（1世紀—149年），字宣光，汝南郡汝陽縣（今河南省駐馬店市）人。東漢光祿大夫、侍中、大鴻臚。

## 生平
周舉不僅矮而且容貌醜陋，但博學多聞，爲儒者所景仰，京師流傳一句話：「五經縱橫周宣光。」

### 思慮深遠
延光四年（公元125年），議郎陳禪認為：「閻太后與漢順帝無母子恩情，應該將太后遷到其他住所，不再朝見。」朝臣們都認可。但時任司徒掾的周舉對李郃說：「從前，瞽叟屢次想要謀殺兒子虞舜，虞舜對父親更加孝順。鄭莊公的母親武姜謀殺莊公，莊公發誓不到黃泉，不再相見。但後來鄭莊公後悔，在潁考叔的建議下，讓鄭莊公挖了條隧道，讓鄭莊公和武姜便在「黃泉」相見；秦始皇痛恨母親失行，很久都沒見面，但在茅焦的勸諫下到雍城接太后回甘泉宮，兩人都恢復了做兒子的道理。書上對這些事讚譽有加，現在，閻顯兄弟剛伏誅，太后被幽禁在離宮，如果因悲慟而生病，一旦有什麼意外，陛下將如何號令天下！如果採納陳禪的意見，後世肯定會將罪責歸咎到您的身上。應該密奏朝廷，請求聖上供養太后，跟過去一樣率文武百官朝見，以順天心，以答百姓的期望！」於是李郃立即向漢順帝上書陳辭。
永建元年（公元126年）浮陽侯孫程等人帶著奏章，上殿爭功，漢順帝大怒將孫程等人免官，改封到偏遠地區，又令十九侯各自返回他們的封國，命洛陽令督促他們限期動身。周舉向司徒朱倀勸說：「當初，陛下在西鐘樓下時，如果不是孫程等人，怎能登基為帝？現在卻忘記他們的恩情，計較些微過失。如果他們有人在回封地的路上去世，那麼陛下就會有殺功臣的非議。趁孫程等人還沒動身，要趕快奏明聖上，加以勸阻。」朱倀回答說：「現在陛下正發怒，如果我單獨上奏，一定會遭陛下降罪譴責。」周舉說：「您已經超過八十歲，位居三公宰輔之位，不在這時候盡忠報國，還愛惜自己的身家性命，您想得到什麼？即使能保全官位，但日後肯定會被人譴責為奸佞的小人；若因勸諫獲罪，還能留下忠貞的美名。如果我的意見不值採納，我請求從此離去！」於是朱倀上表勸諫，漢順帝採納了建言。
周舉後來被舉薦爲茂才，擔任平丘令，上書陳述當世得失，言詞激切正直。尚書郭虔、應賀等人看了感到讚歎，於是共同上書舉薦周舉忠直，請漢順帝將周舉上陳的諫書放在帝坐之旁，以爲規誡。
周舉稍遷并州刺史。太原郡有舊俗，介子推因焚燒而死，所以有禁火的風俗。介子推死去的那個月，都說神靈不喜歡點火，每年冬天百姓有一個月要吃生食，不能生火煮食，老小不堪生食，因此死了不少人。周舉到并州後，作祭文到介子推的廟裏，說盛冬去火，殘害百姓，這不是賢人的意思，然後向百姓宣導，讓他們恢複熟食。百姓的困惑稍解，風俗才逐漸改變。後來周舉調任冀州刺史。

### 名重朝廷
陽嘉三年（公元134年），司隸校尉左雄舉薦周舉，周舉被任命為尚書。周舉與僕射黃瓊同心輔政，名氣重於朝廷，朝廷大臣都很忌憚周舉。這年河南、三輔發生大旱，五穀受災，漢順帝親自露坐德陽殿東廂請雨，又命令司隸、河南祈禱祭祀河神、名山、大澤。詔書以周舉才學優深，特別策問，漢順帝聽從周舉建言，於是劉崎被免去司徒的職位，周舉升遷為司隸校尉。
永和元年（公元136年），各地災異不斷。朝廷認爲不祥。於是詔召公卿、中二千石、尚書到顯親殿，詢問說：「勸諫的人多認為，從前周公代天子處理政事，周公去世後，周成王想用官方的禮節埋葬他，天下爲此動變。一旦用天子禮改葬，上天就會有反應。北鄉侯劉懿本來是天子而用王禮葬他，所以屢見災異，應加尊諡，列於昭穆。」群臣參予討論的大多認同漢順帝所說。周舉說：「從前周公有請命之應，有讓天下太平的高功，所以皇天動威，目的是要彰明聖德。北鄉侯本來就不是正統，奸臣擁立，在位不到一年，年號也沒有更動，上蒼不保佑他，所以短命。周悼王未即位不稱崩，魯子野未成君不書葬。北鄉侯沒有什麼功德，以王禮埋葬他，已經很隆重，不應該稱諡。之所以有災異，不是因為這個緣故。」司徒黃尚、太常桓焉等七十人都同意周舉所言，於是漢順帝依從。

### 彈劾恩人
永和三年（公元138年），左雄推薦前任冀州刺史馮直為將帥。馮直曾經犯貪污罪，周舉以此彈劾左雄。左雄說：「詔書讓我推薦勇猛的人才，不是讓我推薦品德清高的人才。」周舉回答說：「詔書是讓你推薦勇猛的人才，但也不是讓你推薦曾犯貪污罪的人。」左雄說：「我推薦了您，還被您彈劾，這是我自作自受。」周舉回答：「從前趙宣子任用韓厥為司馬，韓厥用軍法殺害趙宣子的奴僕，趙宣子卻對諸位大夫說：『你們應該向我道賀，我推薦的韓厥如此盡忠職守。』現今，您不認為我沒才能將我推薦到朝廷，所以我不敢讓您蒙羞。但沒想到您的想法和趙宣子不同。」左雄大為高興，向周舉答謝說：「我曾經擔任馮直父親的下屬，和馮直又是好友。如今你因此事彈劾我，是我的過錯。」因這件事天下的人對左雄更加尊敬。

### 梁商舉薦
周舉後來調任蜀郡太守，因事免官。大將軍梁商上表舉薦周舉爲從事中郎，很敬重周舉。
永和六年（公元141年），三月上巳日，梁商宴請賓客，在洛水大擺筵席，周舉稱託病沒去。梁商與他所親暱的人們喝得大醉。喝完了酒唱完了歌，繼續唱《瀣露》歌，在座的賓客聽了，都爲之流淚。太僕張种當時也在場。張种回來之後，把這事告訴了周舉，周舉感嘆說：「這就是哀樂不合時宜，場所不合，災禍將來臨啊！」到了秋天，梁商果然去世。梁商病危時，漢順帝親自探望，詢問梁商有什麼話要交待。梁商回答說：「人之將死，其言也善。臣的下屬從事中郎周舉，清高忠直，可以委與重任。」於是漢順帝任命周舉爲諫議大夫。
梁太后臨朝，下詔認爲漢殤帝很小就去世了，他的廟號應在漢順帝之下。太常馬訪上奏表示同意。諫議大夫呂勃認爲應按照左昭右穆的順序，先殤帝，後順帝。詔書令公卿們討論。周舉說：「魯閔公無子，庶兄魯僖公代立，他的兒子魯文公就將僖公列於閔公之上。孔子譏諷這件事，《春秋》言：『有事於太廟，躋僖公。』《左傳》言：『這是逆祀。』直到魯定公才更正了這個順序。《春秋》言：『從祀先公。』正了閔公、僖公的位。成為萬世師法。現在殤帝在前，按順序爲父，順帝在後，按親屬爲子，先後的義不可改，左昭右穆的順序不可亂。呂勃說的沒有錯。」梁太后認同而下詔。周舉升任光祿勳，恰逢母親去世於是請辭，後來被任命為光祿大夫。

### 巡視天下
朝廷下詔派八使整頓社會風氣。挑選平常最有威望的人擔任。周舉被任命為侍中，與侍中杜喬、代理光祿大夫周栩、前青州刺史馮羨、尚書欒巴、侍禦史張綱、兗州刺史郭遵、太尉長史劉班代理光祿大夫，分別巡視天下。對於刺史、二千石官員有明顯犯罪事實的，可立即通過驛站將罪狀稟報朝廷；縣令以下的官員犯罪的則可以立即逮捕。對於那些清廉正直受百姓擁護，應該要表揚的官吏，都要上奏給朝廷。於是八使同時俱拜，天下號稱「八俊」。周舉劾奏貪官汙吏，被表薦公正清廉，朝廷十分滿意。遷任河內太守，徵任爲大鴻臚。
建和三年（公元149年），周舉去世，朝廷認爲周舉清公亮直，正準備任命他爲宰相，對周舉的去世，深感悲痛、可惜。

## 軼事
陳蕃和周舉很欽佩黃憲的人品才學，常常說：「一個月內如果不跟黃憲交談，見識淺短的念頭就會萌生。」

## 家庭

### 父
- 周防，東漢陳留太守。[1]

### 子
- 周勰，字巨勝，喜好玄虛之學。[16][17]

## 評價
- 梁商：臣從事中郎周舉，清高忠正，可重任也。[11]
- 范曄：舉升以彙，越自下蕃。登朝理政，並紓災昏。《後漢書·周舉傳》
- 漢桓帝：故光祿大夫周舉，性侔夷、魚，忠踰隨、管，前授牧守，及還納言，出入京輦，有欽哉之績，在禁闈有密靜之風。予錄乃勳，用登九列。方欲式序百官，亮協三事，不永夙終，用乖遠圖。《後漢書·周舉傳》

## 延伸阅读
[在维基数据编辑]
 《後漢書·卷61》，出自范晔《後漢書》
 《東觀漢記》

## 外部連結
- 中國哲學書電子化計劃《東觀漢記》 （页面存档备份，存于）
- 中國哲學書電子化計劃《後漢書》 （页面存档备份，存于）